# Guillaume Hubert
Guillaume Hubert, né le 11 janvier 1994 à Charleroi en Belgique, est un footballeur belge qui joue au poste de gardien de but au RWD Molenbeek.

## Biographie

### Jeunesse et formation
Guillaume Hubert commence en jeunes à Mons puis poursuit à Charleroi. En 2007, il rejoint l'Académie Robert Louis-Dreyfus au Standard de Liège. Après deux ans à Liège, il rejoint Valenciennes en France. Mais trois ans plus tard, il fait déjà son retour au Standard.

### Standard de Liège
Après le transfert de Sinan Bolat vers le FC Porto lors de l'été 2013, Guy Luzon l'amène dans l'équipe première. 
Lors de la saison 2014-2015, lors du mercato d'hiver, il est prêté à Saint-Trond, mais un mois plus tard, à cause d'une blessure, il décide de déjà retourner au Standard.
Il joue son premier match officiel en championnat le 6 février 2015 face à Mouscron avec une victoire 3-0. 
Le 23 septembre 2015, Yannick Ferrera le titularise, pour la première fois de la saison  2015-2016, lors d'un match de Coupe de Belgique, contre une équipe de D2, Coxyde. 
En octobre 2015, le Standard est la lanterne rouge du championnat. Yohann Thuram, le gardien titulaire, est destitué. Le 25 octobre 2015, Hubert reprend la place de Thuram.  
En janvier 2016, le Standard se fait prêter Víctor Valdés par Manchester United. Il retourne sur le banc mais le 20 février 2016, il reprend sa place pour le match contre Charleroi à la suite de la blessure de Valdés. Hubert joue bien et fait plusieurs arrêts cruciaux avec une victoire 3-0 à la clé. 
À la suite du départ de Valdés, le Standard recrute Jean-François Gillet de Malines. Il retourne à nouveau sur le banc. Le 3 novembre 2016, Aleksandar Janković le titularise lors d'un match de Ligue Europa, contre le Panathinaïkos. Il restera titulaire jusqu'au 22 janvier 2017 et une défaite 0-3 face au Club Bruges. Janković préfère re-donner la place de titulaire à Gillet.

## Statistiques
| Saison    | Club              | Pays  | Compétition        | Championnat | Championnat    | Coupe | Coupe          | Supercoupe | Supercoupe     | Européen | Européen       | TOTAL | TOTAL          |
| Saison    | Club              | Pays  | Compétition        | M.          | Buts Encaissés | M.    | Buts Encaissés | M.         | Buts Encaissés | M.       | Buts Encaissés | M.    | Buts Encaissés |
| --------- | ----------------- | ----- | ------------------ | ----------- | -------------- | ----- | -------------- | ---------- | -------------- | -------- | -------------- | ----- | -------------- |
| 2014-2015 | Standard de Liège |       | Jupiler Pro League | 1           | 0              | 0     | 0              | 0          | 0              | 0        | 0              | 1     | 0              |
| 2014-2015 | → STVV (prêt)     |       | Proximus League    | 0           | 0              | 0     | 0              | 0          | 0              | 0        | 0              | 0     | 0              |
| 2015-2016 | Standard de Liège |       | Jupiler Pro League | 29          | 33             | 4     | 2              | 0          | 0              | 3        | 2              | 36    | 37             |
| 2016-2017 | Standard de Liège |       | Jupiler Pro League | 10          | 15             | 0     | 0              | 0          | 0              | 3        | 2              | 13    | 2              |
| Total     | Total             | Total | Total              | 40          | 48             | 4     | 2              | 0          | 0              | 6        | 4              | 50    | 39             |

## Palmarès

### En club
|  |  | Club Bruges KV - Championnat de Belgique (1) : - Champion : 2018 |